# Diapterobates japonicus
Diapterobates japonicus är en kvalsterart som beskrevs av Aoki 1982. Diapterobates japonicus ingår i släktet Diapterobates och familjen Humerobatidae. Inga underarter finns listade i Catalogue of Life.